# Amorimia
Amorimia es un género de 10 especies de vides perteneciente a la familia  Malpighiaceae. Amorimia es nativa de Sudamérica principalmente del Perú.

## Descripción
Son enredaderas, a veces descritas como arbustos, las hojas  opuestas, con estípulas  muy pequeñas , triangulares. Las inflorescencias  con las flores que nacen en un terminal alargado o en forma de panículas axilares o pseudoracemosas. Los pétalos de color amarillo o amarillo -naranja se torna rojo en la edad. El fruto es seco,  en sámaras.

## Taxonomía
El género fue descrito por el botánico estadounidense, William Russell Anderson y publicado en Novon 16(2): 176, 178-186, f. 4-6 en el año 2006.

## Especies
- Amorimia amazonica (Nied.) W.R.Anderson
- Amorimia camporum W.R.Anderson
- Amorimia concinna (C.V.Morton) W.R.Anderson
- Amorimia exotropica (Griseb.) W.R.Anderson
- Amorimia kariniana W.R.Anderson
- Amorimia maritima (A.Juss.) W.R.Anderson
- Amorimia pubiflora (A.Juss.) W.R.Anderson
- Amorimia rigida (A.Juss.) W.R.Anderson
- Amorimia septentrionalis W.R.Anderson
- Amorimia velutina W.R.Anderson